# 風間リチャ.
風間 リチャ.（かざま りちゃ、7月19日 - ）は、日本の女性声優。東京都出身。2009年1月まで81プロデュースに所属していた。

## 出演作品

### テレビアニメ
2008年
- それいけ!アンパンマン（クマ太）
- デュエル・マスターズ クロス（村人）
- 二十面相の娘（英語教師）
- バンブーブレード（女子生徒B）
- MAJOR 4th season（金髪女性、アナウンス、ソフトボール部員、女）

### ドラマCD
- 千の風になって 〜ウパシとレイラの物語〜（子供）
- 美男の殿堂 第2パレス（マリア）

### 舞台
- Legend 〜風のなかの塵〜

### その他
- パチスロ 名球会
- ベネッセ「英語教材」VP（ナレーション）